# Мюнхенська університетська обсерваторія
Мюнхенська університетська обсерваторія (нім. Universitäts-Sternwarte München, USM) — астрономічна обсерваторія у Німеччині, розташована в Богенгаузені, за шість кілометрів на північний схід від центру Мюнхена. Заснована в 1816 році як «Королівська обсерваторія», а від 1938 року входить до складу Мюнхенського університету Людвіга — Максиміліана.
Основні напрями досліджень — теоретичні та спостережні дослідження планетоутворення, атмосфери екзопланет, космологія з акцентом на темній енергії, позагалактична астрономія, комп'ютерне моделювання астрофізичних систем, гарячі зорі й зоряні вітри, плазма в астрофізиці.
Світлове забруднення унеможливило якісні астрономічні спостереження на околиці міста. Тепер астрономи університетської обсерваторії виконують спостереження в таких віддалених місцях, як телескоп Фраунгофера на горі Вендельштайн, Обсерваторія Паранал у Чилі та телескоп Хоббі-Еберлі в Техасі. Вчені університетської обсерваторії розробляють спостережні прилади для цих та інших телескопів і беруть участь у таких спостережних програмах, як Dark Energy Survey, космічний телескоп Євклід та Обсерваторія Вери Рубін.

## Історія
4 червня 1816 року король Баварії Максиміліан I віддав офіційне розпорядження про будівництво обсерваторії згідно з проханням Баварської академії наук на високому березі Ізару в тодішньому селі Богенгаузен. 11 серпня 1816 року відбулася церемонія закладки Королівської обсерваторії під технічним керівництвом будівельного інспектора королівського суду Франца Турна, а в 1819 році новозбудована обсерваторія почала роботу. У 1938 році обсерваторія увійшла до складу факультету фізики Мюнхенського університету.

## Інструменти
Обсерваторія має дві віддалені спостережні станції: сонячну обсерваторію на вершині гори Вендельштайн у Баварських Альпах і телескоп Хоббі-Еберлі у Техасі, який вона ділить з Техаським університетом в Остіні, Університетом штату Пенсільванія, Стенфордським університетом та Геттінгенським університетом. Обсерваторія розташована в горах Дейвіс приблизно за 700 км на захід від Остіна.

## Галерея

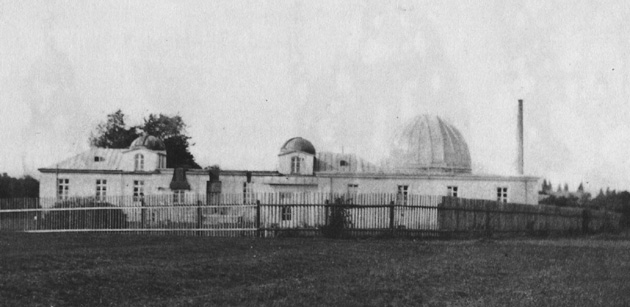
Обсерваторія Богенгаузен близько 1880 року
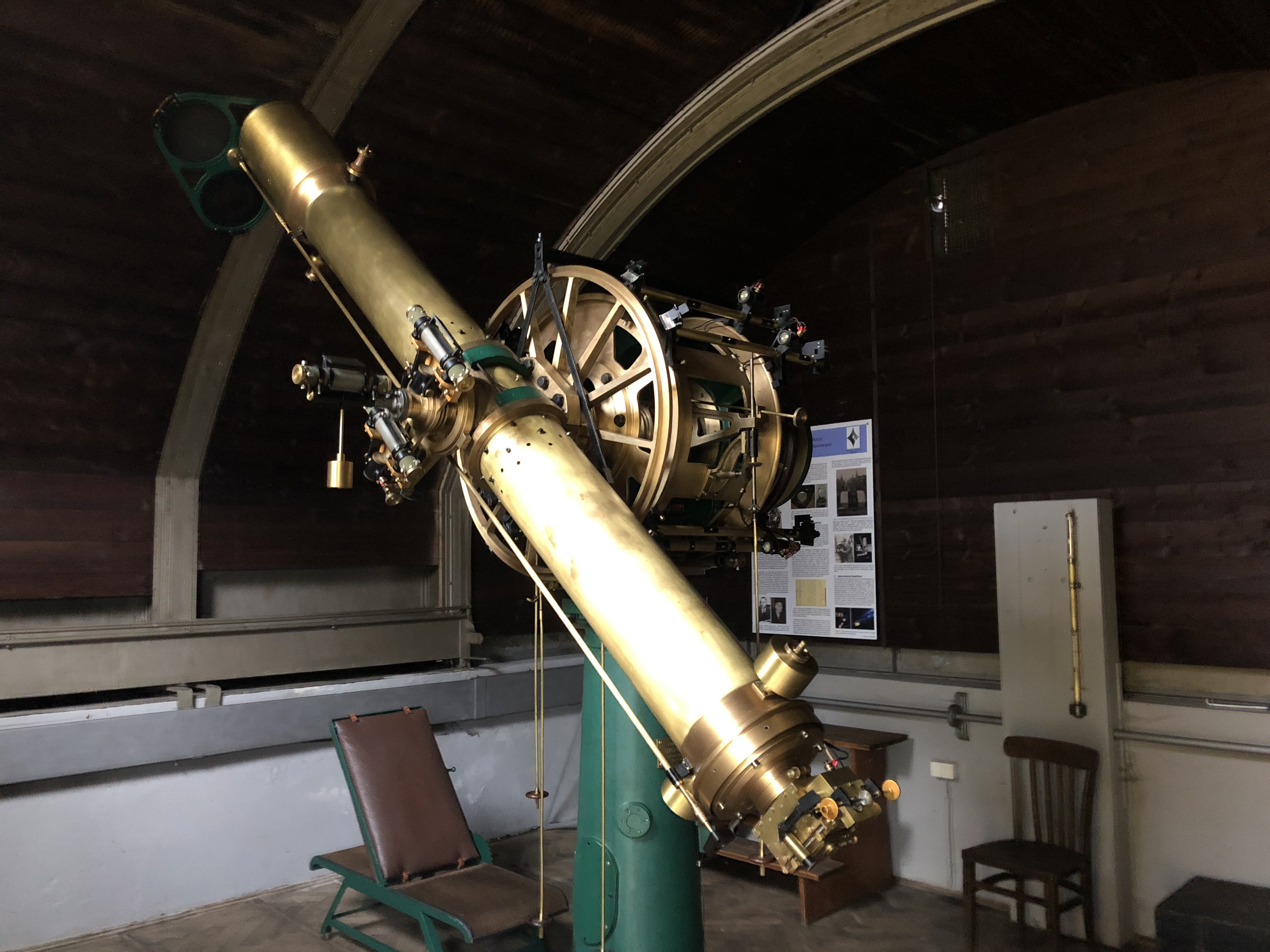
Вертикальний круг[en], який діяв в обсерваторії в 1927—2007 роках
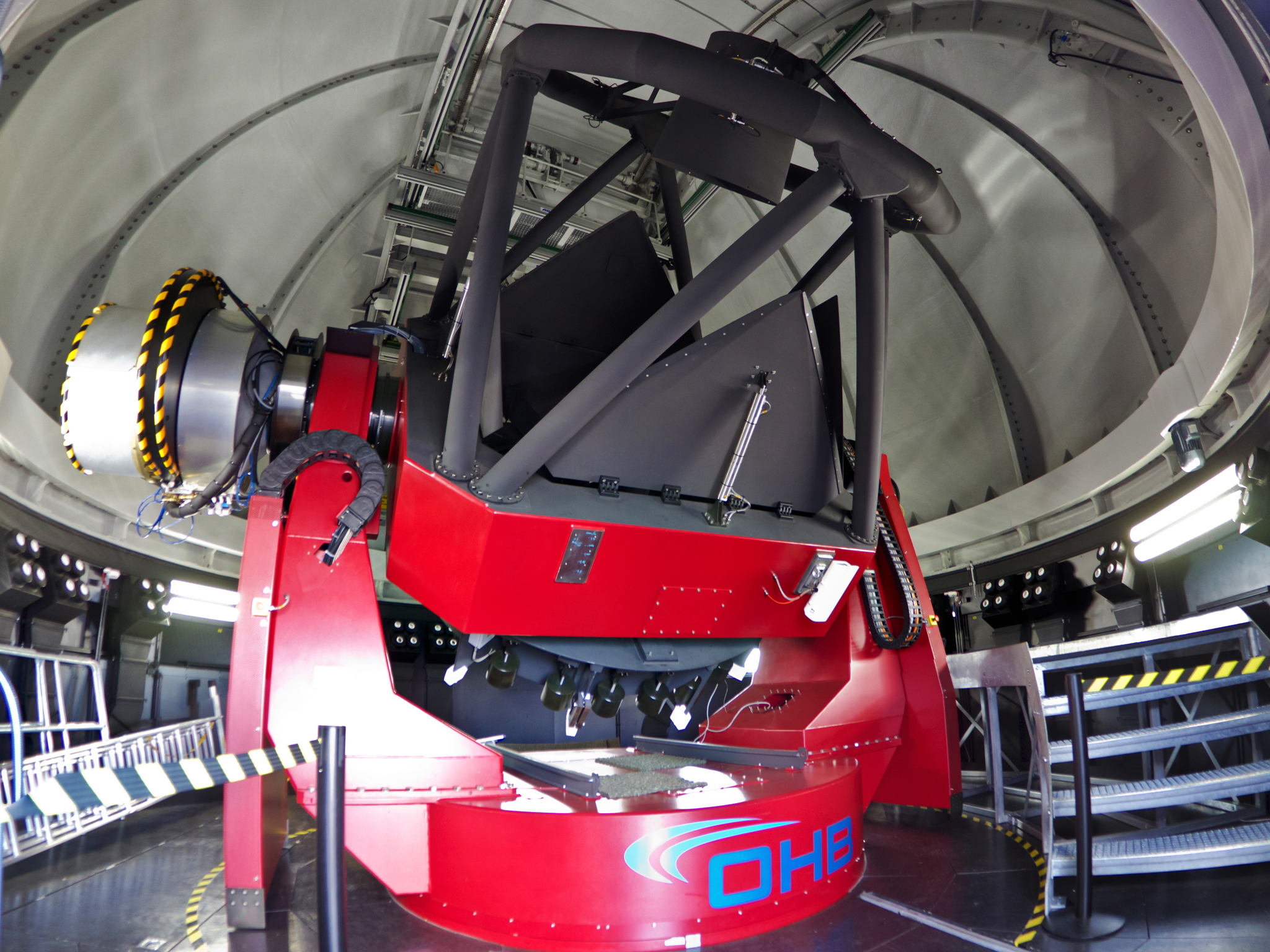
Телескоп Фраунгофера у Вендельштайнській обсерваторії[de]